# Unidad Ganadera
Una unidad ganadera o UG es el equivalente a una cabeza de ganado de referencia. 
Las unidades ganaderas se emplean en estadística y economía con el propósito de poder realizar análisis globales y comparativos de las explotaciones ganaderas. El cálculo de unidades ganaderas equivalentes se realiza multiplicando por un factor de ponderación —dependiente de la especie y en algunos casos la edad del animal— el número de cabezas reales de ganado.
No existe un único conjunto de factores de ponderación pero puede servir de orientación el utilizado por el Instituto Nacional de Estadística español siguiendo las recomendaciones del Eurostat o el de la Secretaría de Agricultura y Ganadería de Bolivia.
Ni siquiera la especie de referencia es única y aunque es común que sea el bovino adulto, por lo que se la denomina a veces unidad ganadera mayor o bovina (UGM o UGB), en otros casos pueden emplearse otras como la unidad ganadera ovina (UGO).

## Unidad de ganado mayor
La Unidad de Ganado Mayor (UGM) es una medida que permite comparar el tamaño de las explotaciones. Así, a efectos de la consideración de pequeños mataderos se aplica correspondencias entre tipo de animal y UGM.
Se entiende por U.G.M., los toros, vacas y otros animales de la especie bovina de más de dos años y los équidos de más de seis meses. Para otras edades y especies de ganado se establece la siguiente equivalencia:
- Bóvidos de seis meses a dos años equivalen a 0,6 U.G.M.
- Ovino y caprino equivalen a 0,15 U.G.M

- El contenido de este artículo incorpora material de una entrada de la Enciclopedia Libre Universal, publicada en español bajo la licencia Creative Commons Compartir-Igual 3.0.

- Datos: Q5405915